# Le Cinéma ou l'Homme imaginaire
Le Cinéma ou l'Homme imaginaire est un essai d'Edgar Morin publié en 1956 par les Éditions de Minuit.
Sous-titré « Essai d'anthropologie », l'ouvrage a été réédité en 1965 par les éditions Gonthier. Dans l'avant-propos, Edgar Morin indique que « le présent volume est une tentative d'élucidation selon une méthode d'anthropologie génétique qui souffre d'être exposée inabstracto », dont il souligne qu'elle ne peut se justifier « que dans son efficacité à rendre compte de l'unité et de la complexité du phénomène étudié ».

## Éditions
- Éditions de Minuit, 1956 ; 1978
- Éditions Gonthier, coll. « Bibliothèque Médiations », 1965